# Gretha Smit
Gretha Smit (Rouveen, 20 de enero de 1976) es una deportista neerlandesa que compitió en patinaje de velocidad, en las modalidades sobre hielo y en línea.
Participó en dos Juegos Olímpicos de Invierno, obteniendo una medalla de plata en Salt Lake City 2002, en la prueba de 5000 m, y el sexto lugar en Turín 2006, en persecución por equipos.
Ganó cuatro medallas en el Campeonato Mundial de Patinaje de Velocidad sobre Hielo en Distancia Individual, en los años 2003 y 2004.
Además, obtuvo dos medallas en el Campeonato Mundial de Patinaje de Velocidad sobre Patines en Línea (una de plata y una de bronce).

## Palmarés internacional
| Juegos Olímpicos                           | Juegos Olímpicos                | Juegos Olímpicos  | Juegos Olímpicos |
| Año                                        | Lugar                           | Medalla           | Prueba           |
| ------------------------------------------ | ------------------------------- | ----------------- | ---------------- |
| 2002                                       | Salt Lake City (Estados Unidos) | Medalla de plata  | 5000 m           |
| Campeonato Mundial en Distancia Individual |                                 |                   |                  |
| Año                                        | Lugar                           | Medalla           | Prueba           |
| 2003                                       | Berlín (Alemania)               | Medalla de bronce | 3000 m           |
| 2003                                       | Berlín (Alemania)               | Medalla de bronce | 5000 m           |
| 2004                                       | Seúl (Corea del Sur)            | Medalla de plata  | 3000 m           |
| 2004                                       | Seúl (Corea del Sur)            | Medalla de plata  | 5000 m           |